# Pax Romana
Pax Romana (latin for "Romersk Fred") er en periode i romersk historie på cirka 200 år, der identificeres som en guldalder med øget og vedvarende romersk imperialisme, relativ fred og orden, velstående stabilitet, hegemonisk magt og regional ekspansion. Dette til trods for der var flere oprør og krige, herunder fortsat konkurrence med Partherriget. Den dateres traditionelt til at begynde med Augustus' tiltræden, grundlæggeren af det romerske principat, i 27 f.Kr. og slutte i 180 e.Kr. med Marcus Aurelius' død – den sidste af de "Fem Gode Kejsere".
I løbet af denne periode på omkring to århundreder opnåede det Romerske Kejserrige sin største territoriale udstrækning i år 117 e.Kr. (under kejser Trajan), og dets befolkning nåede et maksimum på op til 70 millioner mennesker – hvilket udgjorde omkring 33% af verdens befolkning. I henhold til Dio Cassius markerede det diktatoriske styre under Commodus (efterfølgende efterfulgt af "De Fem Kejseres År" og "Tredje Kejserkrisen") et forfald "fra et rige af guld til et af jern og rust".

## Overblik
Pax Romana – der strakte sig fra 27 f.Kr. til 180 e.Kr. – står som en af de mest varige fredsperioder i civilisationens historie. Walter Goffart skrev dog: "[i afsnittet] i Cambridge Ancient History kaldes årene 70-192 e.Kr. for 'Den kejserlige fred', men fred er ikke det, man finder på dens sider". Arthur M. Eckstein skriver, at perioden skal ses i kontrast til de langt hyppigere krige i under den Romerske Republik i det 4. og 3. århundrede f.Kr. Eckstein bemærker også, at den spirende Pax Romana opstod i Republikken og at dens tidsmæssige spændvidde varierede geografisk: "Selvom standardlærebogsdatoerne for Pax Romana – den berømte 'romerske fred' i Middelhavet – er 31 f.Kr. til 250 e.Kr., er det faktum, at den romerske fred opstod i store regioner af Middelhavet på et meget tidligere tidspunkt: Sicilien efter 210 f.Kr., den italienske halvø efter 200 f.Kr., Po-dalen efter 190 f.Kr., det meste af den Iberiske Halvø efter 133 f.Kr., Nordafrika efter 100 f.Kr., og i stadig længere tidsrum i det græske øst."
Den første kendte registrering af udtrykket Pax Romana forekommer i et skrift af Seneca den Yngre i 55 e.Kr. Konceptet var meget indflydelsesrigt og genstand for teorier – og blev forsøgt kopieret i den efterfølgende tider. Arnaldo Momigliano bemærkede, at "Pax Romana er en enkel formel for propaganda, men et vanskeligt emne for forskning."
Pax Romana begyndte, da Octavian (Augustus) besejrede Marcus Antonius og Kleopatra i forbindelse med Slaget ved Actium den 2. september 31 f.Kr. og efterfølgende blev romersk kejser – eller princeps (den "første borger"). Dette mærkede afslutningen på de romerske borgerkrige og Krisen i den Romerske Republik og begyndelsen på perioden for det Romerske Kejserrige.

## Begrebets udvidet brug
Fremkomsten af begrebet Pax Romana har ført til, at historikere har dannet – eller argumenteret for – varianter af udtrykket for at beskrive andre systemer med relativ fred. Nogle af disse omfatter:
- Pax Mongolica
- Pax Americana
- Pax Britannica
- Pax Eunionia
- Pax Microsoftia

Mere generelt er begrebet blevet omtalt som pax imperia (undertiden stavet som pax imperium), hvilket betyder "kejserlig fred", eller – mindre bogstaveligt – "hegemonisk fred".